# Toluen
Toluen (chemicky methylbenzen) je čirá, ve vodě nerozpustná těkavá kapalina, jejíž páry tvoří se vzduchem třaskavou směs. Patří mezi aromatické uhlovodíky, je zdraví škodlivý.

## Vzorec toluenu
Existuje několik možností zápisu vzorce toluenu. Zkrácená strukturní podoba vzorce je na obrázku vpravo v tabulce. Další možnost zápisu vzorce spočívá v tom, že místo dvojných vazeb se uprostřed šestiúhelníku dělá kružnice. V nezkráceném strukturním vzorci jsou zapsány všechny atomy uhlíku a vodíku i dvojné vazby mezi nimi.

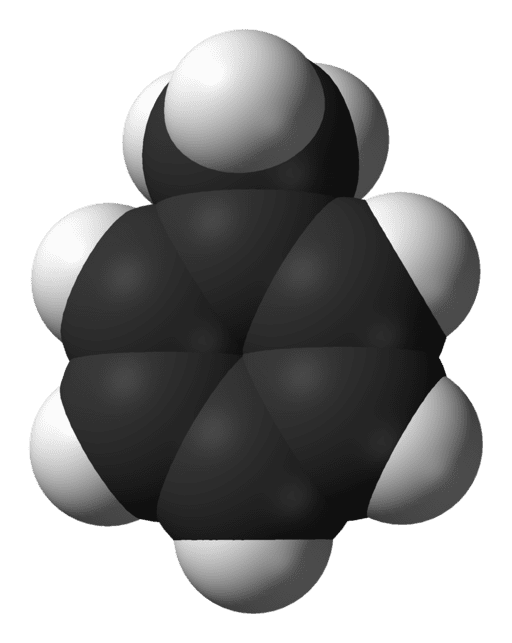
Model molekuly toluenu

Kromě strukturních vzorců se používá také molekulový (sumární): C7H8. Dále se používá vzorec racionální: C6H5CH3.

### Radikály odvozené od toluenu
Od toluenu je možné vytvořit dva různé radikály (s jedním odtrženým vodíkem). Pokud je odtržen vodík z methylové skupiny, vzniká benzyl, pokud je odtržen z benzenového jádra, jde o tolyl (podle polohy uvolněné vazby se pak rozlišuje 2-tolyl, 3-tolyl a 4-tolyl).

## Příprava toluenu

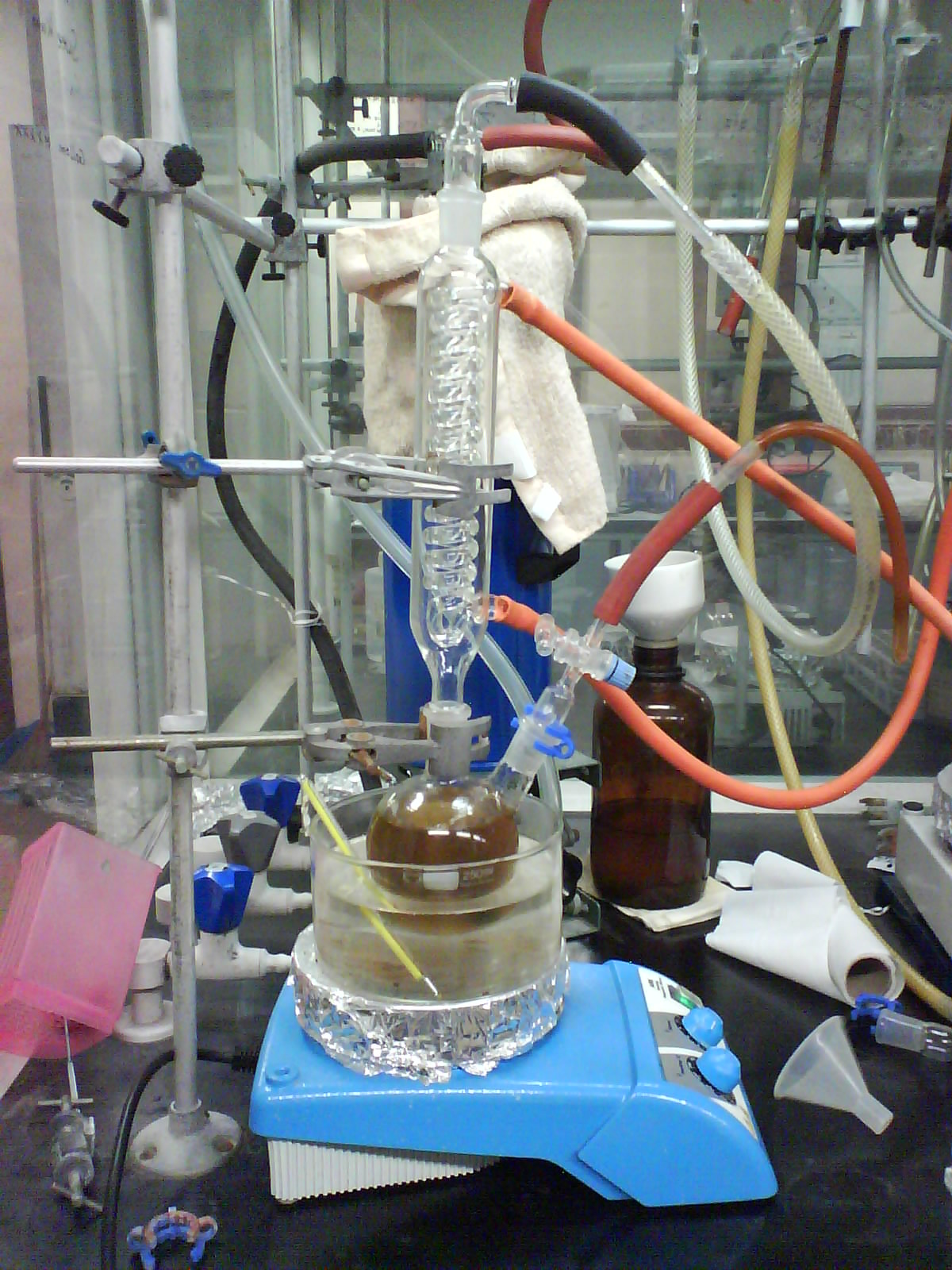
Čištění toluenu sodíkem a benzofenonem

Toluen se vyskytuje v malém množství v petroleji, z kterého se průmyslově vyrábí. Je možné ho laboratorně připravit reakcí benzenu s chlormethanem, jako katalyzátor se při této reakci používá chlorid hlinitý (AlCl3):
CH3Cl + C6H6 → C6H5CH3 + HCl

## Použití toluenu
Toluen je díky výhodným teplotám tání a varu možné použít jako náplň do teploměrů. Dále se používá jako rozpouštědlo barev a laků.
Své místo má i při výrobě jiných sloučenin, typickým příkladem je výroba trhaviny TNT, chemicky trinitrotoluen. Je možné z něj také připravit benzen:
C6H5CH3 + H2 → C6H6 + CH4
Toluen je používán také ve směsích s benzenem a xylenem jako příměs pro zvyšování oktanového čísla automobilových benzinů. Je i součástí řady rozpouštědel, leštidel, lepidel atd.

## Fyziologické účinky
Toluen dráždí oči a dýchací cesty, má tlumivý účinek na CNS a kardiovaskulární systém. V organismu se rychle metabolizuje (především na kyselinu hippurovou, v menší míře také na benzoylglukuronid a na kresoly konjugované se sulfátem a glukuronidem) a vylučuje močí (s poločasem 1–3 hodiny). Akutní toxicita je relativně nízká (orální LD50 u potkanů je 2 600–7 000 mg/kg, inhalační LC50 8 800 ppm). Při chronické expozici byly popsány neurotoxické účinky, například encefalopatie, trvalé poruchy zraku až slepota, a porušení rovnováhy (degenerace mozečku). Karcinogenita, mutagenita, teratogenita ani reprodukční toxicita zatím nebyla prokázána.

### Narkotické vlastnosti
Toluen je poměrně často zneužíván i narkomany, kteří úmyslně vdechují jeho těkavé výpary. Pro umocnění účinků jej aplikují v nevětraných místnostech, pod dekou, případně v plastovém sáčku přetaženém přes hlavu, s čímž jsou spojeny mnohé případy úmrtí, jelikož inhalací toluenu nelze přesně určit bezpečné dávkování. Pro počátek intoxikace jsou příznačné úporné tupé bolesti hlavy, podráždění sliznic, nevolnost až zvracení, posléze se dostavuje stav podobný opilosti provázený pocity euforie a zvýšené tělesné teploty, záchvěvy horka a mravenčením, postižený ztrácí schopnost rozumně uvažovat, je labilní, obhroublý; chůze je zpravidla vrávoravá, objevují se přechodné poruchy zraku. Mnohdy se rozvíjejí stavy zmatenosti, dezorientace, poruchy řeči a výslovnosti, narušené vnímání času a prostoru, sluchové a zrakové halucinace, v případě citlivých osob až psychóza.
Rozsáhlé množství uživatelů umírá již v počátcích užívání, příčinou bývá obvykle zadušení zvratky, zranění z pádů, nebo zástava dýchání či selhání srdce v případě neúmyslného předávkování. Dlouhodobé užívání toluenu může vést k rozvoji závislosti a jeho časté vdechování navozuje degenerativní změny v játrech, ledvinách, srdci, kostní dření, dýchacích cestách a mozku. Toluen je jakožto velmi levná droga značně oblíben, a proto již v Česku není volně dostupný, pouze na živnostenský list.

### Dlouhodobé negativní efekty
Pravidelné užívání toluenu se projeví toxickou encefalopatií vyznačující se trvalým oslabením intelektu, úpadkem osobnosti až demencí. Z konkrétních projevů to jsou poruchy vidění, poškozené funkce mozečku a pyramidových neuronů, přítomny jsou také léze v různých částech mozku.

## V životním prostředí
Znečištění ovzduší toluenem je v České republice systematicky monitorováno Státním zdravotním ústavem. V roce 2005 byly nejvyšší roční koncentrace toluenu naměřeny v Ústí nad Labem (13,3 μg·m−3) a v Praze 2 v Legerově ulici (10,87 μg·m−3). Na ostatních místech se znečištění pohybovalo mezi 0,66 až 7,37 μg·m−3.